# Serrure à crémone
Pour la ville italienne, voir Crémone.

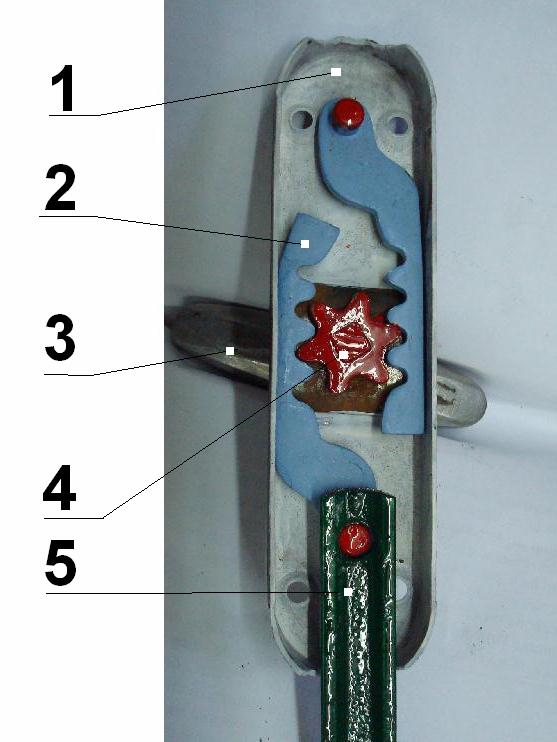
Mécanisme vue de la face intérieure : 1=Boîte, 2=crémaillère, 3=poignée de manœuvre, 4=pignon, 5=tringle

Une crémone est un élément de serrurerie. C’est un des organes qui assurent la fermeture d'ouvrants à un ou deux battants,, comme la fenêtre à la française. L'espagnolette a la même fonction que la crémone et est utilisée pour la fermeture de fenêtres, de volets de fenêtre ou de portes-fenêtres.
La différence majeure entre la crémone et l’espagnolette réside dans les mouvements de leur mécanismes:
- les deux tiges d’une crémone se déplacent verticalement et s'insèrent en deux points de fixation dans les gâches haute et basse du dormant ;
- la tringle de l’espagnolette est unique et pivote au moyen d'une poignée, permettant aux crochets haut et bas de s’insérer dans le cadre du dormant pour fermer en trois points de fixation les vantaux ; le troisième point se trouvant par l'insertion de la poignée dans un mentonnet .

## Crémone
La crémone se compose de deux tringles (5), une supérieure et l'autre inférieure (à section circulaire, carrée, méplate, etc.), qui coulissent dans des conduits fixés sur le cadre de l'ouvrant ; les conduits inférieurs et supérieurs prennent le nom de chapiteaux.
Les tringles s'engagent, en position de fermeture, dans des gâches fixées sur le cadre du dormant.
La manœuvre est assurée par un bouton (3), une béquille ou une boucle qui actionne un mécanisme protégé par une boîte (1). La tige du bouton est solidaire d'un disque pourvu de tenons ou d'un pignon à dents arrondies (4) qui font office de « cames » et agissent sur des crémaillères (2) taillées à l'extrémité des tringles. Le mouvement de rotation provoque un mouvement de translation rectiligne des tringles soit vers le haut, soit vers le bas.
Nota : Certains verrous à bascule peuvent être confondus avec les crémones ; dans le premier, le mécanisme est apparent, alors que dans le deuxième cas, le système est protégé par un carter.
Il existe différents types de crémone :
- crémone en applique : le mécanisme de la crémone est fixé directement sur le battant, de façon visible. Certaines pièces peuvent être ouvragées de façon esthétique ;
- crémone à larder : le mécanisme de la crémone est encastré dans le cadre du battant, pour le dissimuler.

### Histoire
La crémone constitue une évolution dans les différents modes de fermeture à bascule inventés pour les portes et les portes cochères.
Au cours du XIXe siècle, la fenêtre à crémone va progressivement remplacer la fenêtre à espagnolette. Les réformes liées à la Révolution française bouscule les usages en architecture au niveau des façades des bâtiments. La facilité de mise en œuvre de la crémone en supprimant l'opération de soudure du crochet en extrémité des tringles haute et basse constitue un avantage sur l'espagnolette : il suffit d'ajuster la longueur des tiges à la hauteur du battant.
Étymologie
Le nom commun crémone vient probablement de Crémone, nom d'une ville du nord de l'Italie.

## Espagnolette

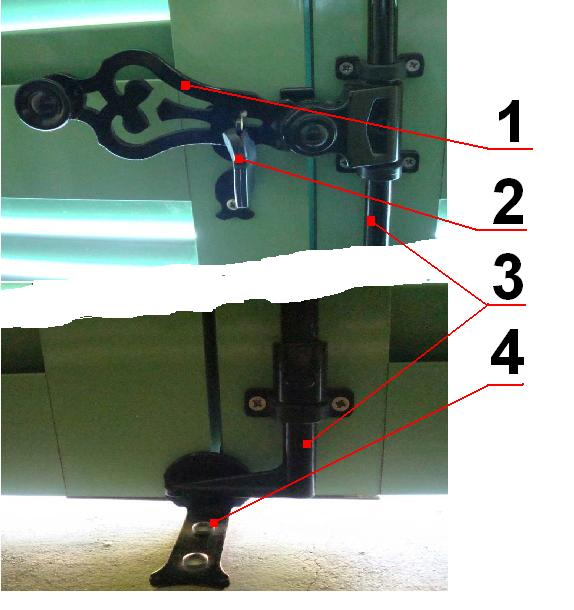
Espagnolette de volet extérieur: 1=poignée pivotante ou main tournante, 2=mentonnet de poignée, 3=tige pivotante terminée par un crochet soudé, 4=gâche fixe ou butée de volet

La poignée pivotante (1) permet de faire tourner la tige (3) dont les extrémités sont terminées par un crochet soudé pour venir s'appuyer derrière les gâches (4) fixées sur le bord et le linteau de la fenêtre. La poignée vient ensuite se rabattre derrière le mentonnet (2) fixé sur l'autre battant. L'axe du pivot de la poignée est généralement réalisée au moyen d'un lacet à écrou.
La poignée pivotante (1) est généralement ouvragée de façon esthétique. Elle peut disposer d'une encoche servant à verrouiller ou à positionner celle-ci sur le mentonnet de poignée de manière à maintenir les battants entre-ouverts.
L'usage de ce mécanisme ne se trouve désormais que pour la fermeture de volets ou la restauration de fenêtres anciennes. Un des avantages de l'espagnolette est de pouvoir fermer les deux battants de volets intérieurs ou extérieurs en un seul mouvement.
Dans les quincailleries, certaines ferrures sont appelées « espagnolette de croisée » en référence à la fenêtre à croisée.

### Histoire
L'espagnolette a évolué au gré des époques.
Elle est apparue à partir du XVIIe siècle en Europe et constitue une innovation dans le domaine de l'architecture. En effet, grâce au progrès de l'industrie verrière, les carreaux de fenêtre s'agrandissent jusqu'à  la largeur d'un ventail ; l'espagnolette est indissociable de l'invention de la fenêtre à deux vantaux s’emboîtant l’un dans l’autre à l’aide de la « gueule de loup » et du « mouton », et permet d'en réaliser la fermeture. L’expression « ouvrir une fenêtre à l’espagnolette » correspond à la possibilité de  maintenir les battants entre-ouverts, par le biais de la longue poignée pivotante.
Elle connaît un développement significatif en France au XVIIe siècle   car elle permet d'améliorer la sécurité et le confort des fenêtres et des volets. Elle constitue un système plus sophistiqué que les ferrures antérieures à base de barres, de loquets ou de crochets.
Les premières espagnolettes sont en fer forgé et sont ornementées simplement. L'architecture baroque enrichit significativement la décoration de ces ferrures avec des motifs sophistiqués et complexes. Elles représentent un signe de distinction, principalement accessibles aux édifices religieux et aristocratiques.
Au XIXe siècle, la production des espagnolettes se mécanise et son usage se généralise. Elle est adaptée aux différents goûts et styles de l'époque (style victorien...). Les matériaux utilisés sont la fonte et le laiton.
À partir du XXe siècle, l'espagnolette continue à être sophistiquée (ajout de serrure, forme épurée...) et est produite avec de nouveaux matériaux (acier inox...).

## Galerie

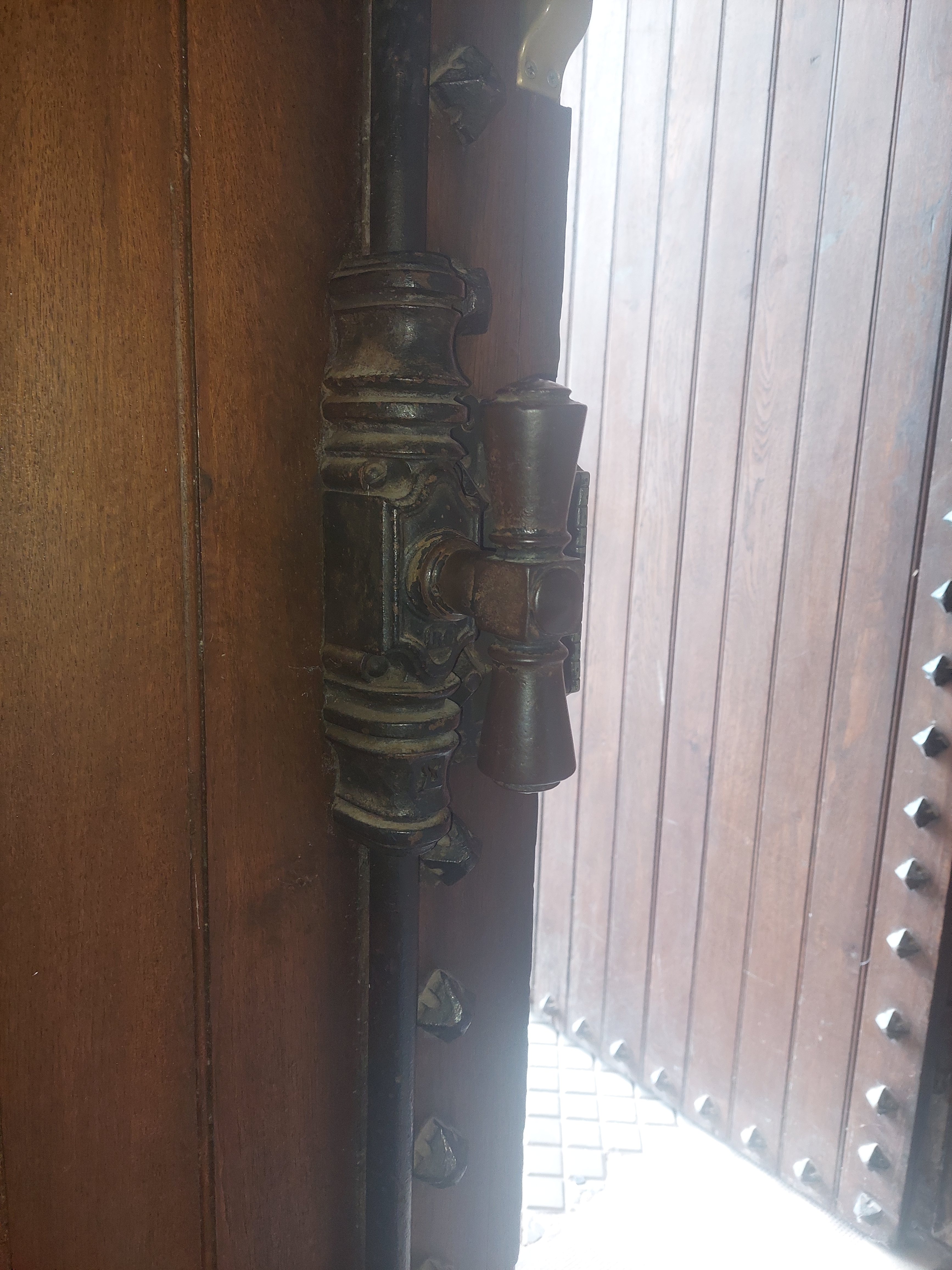
Crémone et sa poignée en fer, pose en applique sur la porte cochère, Église Notre-Dame-des-Vertus de Ligny-en-Barrois, Meuse.
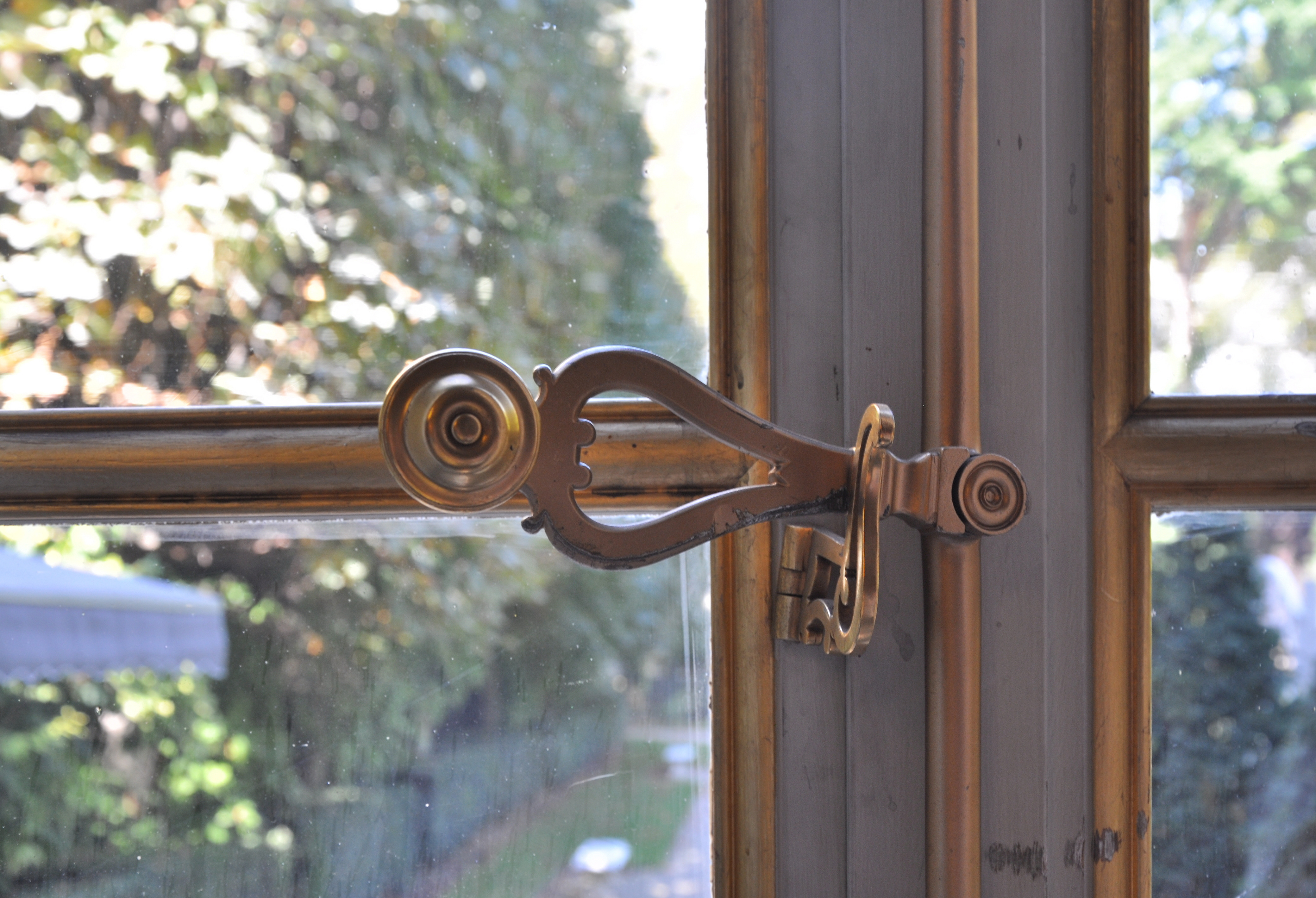
Espagnolette de fenêtre dans le style français dans la bibliothèque royale de l'Hôtel de Bourvallais, Paris.
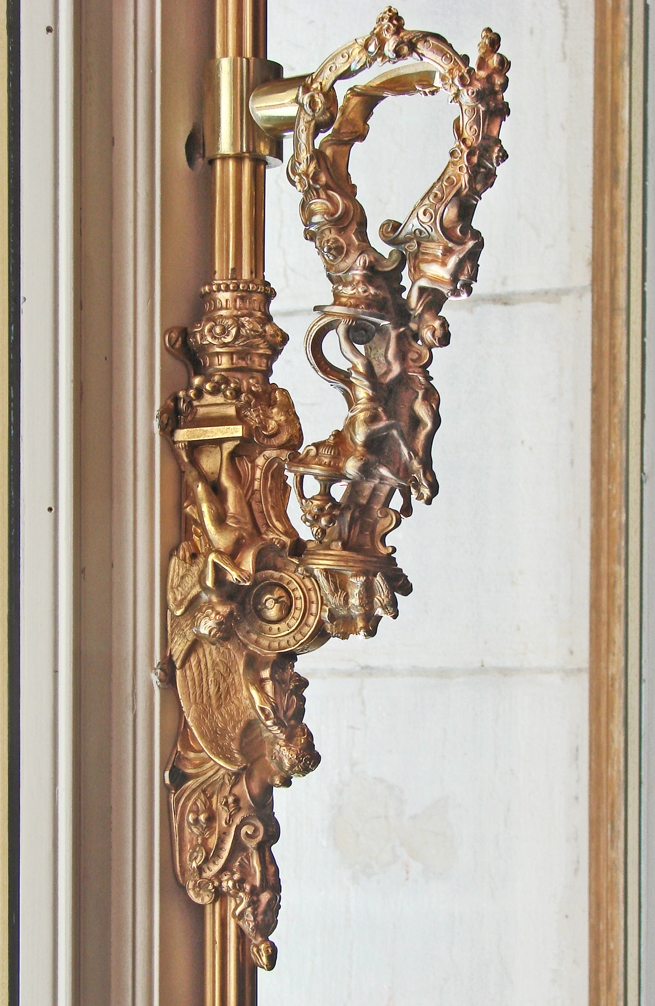
Espagnolette dans le style baroque vénitien. Fenêtre au 1er étage du palazzo Grassi, Venise.